# Saeed al-Ghamdi
Saeed al-Ghamdi (en arabe : سعيد الغامدي), né le 21 novembre 1979 et mort le 11 septembre 2001, a été identifié par le FBI comme étant l'un des pirates de l'air du vol United Airlines 93 qui prit part à l'attaque terroriste du 11 septembre 2001.

## Biographie
Al-Ghamdi était originaire de la province de Al Bahah en Arabie saoudite et appartenait à la même tribu que les pirates de l'air Hamza al-Ghamdi et Ahmed al-Haznawi. Ces hommes ont été identifiés comme les plus extrémistes du groupe des terroristes du 11 septembre. 
Al-Ghamdi est originaire de la ville d'Abha, et n'a pas obtenu de diplômes pendant sa scolarité. Il semble avoir été en contact avec les autres futurs pirates de l'air dès 1999. Al Ghamdi a passé son temps dans la province d'al Qasim en Arabie saoudite où il changea de collège avant de couper tous contacts avec sa famille. Pendant cette période, il rencontra probablement le prédicateur radical Sulayman al Alwan comme les autres futurs pirates de l'air.
Saeed partit combattre en Tchétchénie, car à cette époque les tchétchènes recrutaient des combattants et beaucoup d'entre eux finirent dans les camps d'entraînements d'al-Qaeda en Afghanistan avant de combattre en Tchétchénie. Saeed entra au camp d'Al Farouq et il rencontra Ahmed al-Nami, son frère Wail ainsi que Waleed al-Shehri. Les quatre décidèrent d'entrer en Jihad au printemps 2000 dans une cérémonie présidée par Wail, Saeed s'adoubera lui-même Abu Mossaeb al-Janubi en souvenir d'un des compagnons du prophète.
Saeed était connu de Tawfiq bin Attash. Ce dernier est soupçonné de l'avoir convaincu de devenir un martyr. Saeed, à cette époque, travaillait comme garde de sécurité avec Waleed al-Shehri à l'aéroport de Kandahar.
Fin 2000, Saeed voyagea aux États-Unis par la compagnie Emirates, il acheta des chèques de voyages payés semble-t-il par Mustafa Ahmed al-Hawsawi. Cinq autres pirates de l'air passeront par Emirates et achèteront des chèques de voyages comme Majed Moqed, Wail al-Shehri, Hamza al-Ghamdi, Ahmed al-Haznawi et Ahmed al-Nami.
Le 13 novembre 2000, une personne du nom de Saeed al-Ghamdi essaya d'obtenir un visa d'entrée pour les États-Unis mais sa demande fut refusée. La commission d'enquête du 11 septembre n'a à ce jour aucune certitude qu'il s'agisse de la même personne.
En mars 2001, Saeed était filmé dans une vidéo d'adieu diffusée sur Al Jazeera. Dans cette vidéo, les futurs terroristes du 11 septembre y figurent et jurent de devenir des martyrs sans dire comment. Saeed traite les États-Unis d'ennemis et semble étudier une carte et un manuel de vol.

### Attentats du 11 septembre 2001
Le 11 septembre, il embarqua à bord du vol United Airlines 93 et s'assit en siège 3D. Trois quarts d'heure après le décollage, il participa au détournement en maîtrisant les pilotes Jason Dahl et LeRoy Homer.
Certains passagers utilisent les téléphones de bord pour prévenir que leur avion est détourné et sont alors informés du détournement des avions lancés contre le World Trade Center. Devinant qu'ils risquent le même sort, les passagers décident de s'attaquer aux pirates de l'air. Les terroristes provoquent alors un crash à 10 h 03 pour empêcher la prise de contrôle par les passagers.